# Dipsas oreas
Dipsas oreas är en ormart som beskrevs av Cope 1868. Dipsas oreas ingår i släktet Dipsas och familjen snokar.
Arten förekommer i Anderna i Ecuador och norra Peru. Den lever i regioner som ligger 1400 till 2900 meter över havet. Habitatet utgörs främst av ursprungliga fuktiga bergsskogar. Några exemplar registrerades i återskapade skogar och en individ hittades i en torr lövfällande skog. Individerna är nattaktiva och har blötdjur som föda. Födan hittas främst i unga träd eller buskar. Dipsas oreas vilar under stenar eller i jordhålor. Honor lägger ägg.
Skogarnas omvandling till jordbruksmark, betesmark eller samhällen hotar beståndet. I ormens utbredningsområde lever många människor. Populationens storlek för ormen är inte känd men det antas att den minskar. IUCN listar Dipsas oreas som nära hotad (NT).

## Underarter
Arten delas in i följande underarter:
- D. o. oreas
- D. o. elegans
- D. o. ellipsifera